# Agentenhaus

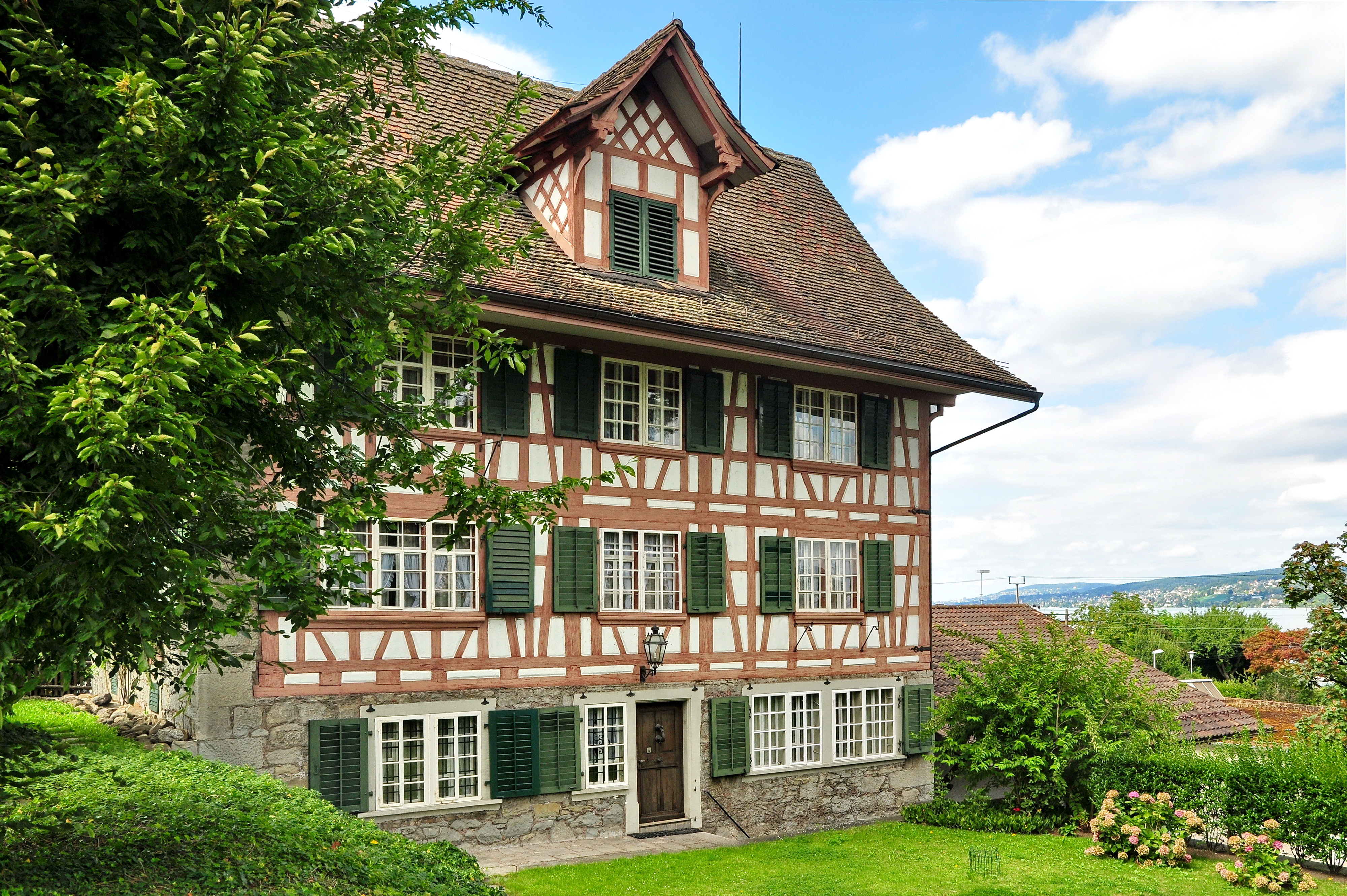
Die Ostfassade des Agentenhauses

Das Agentenhaus ist ein Fachwerkbau aus dem 18. Jahrhundert in der Gemeinde Horgen im Kanton Zürich in der Schweiz.

## Geschichte

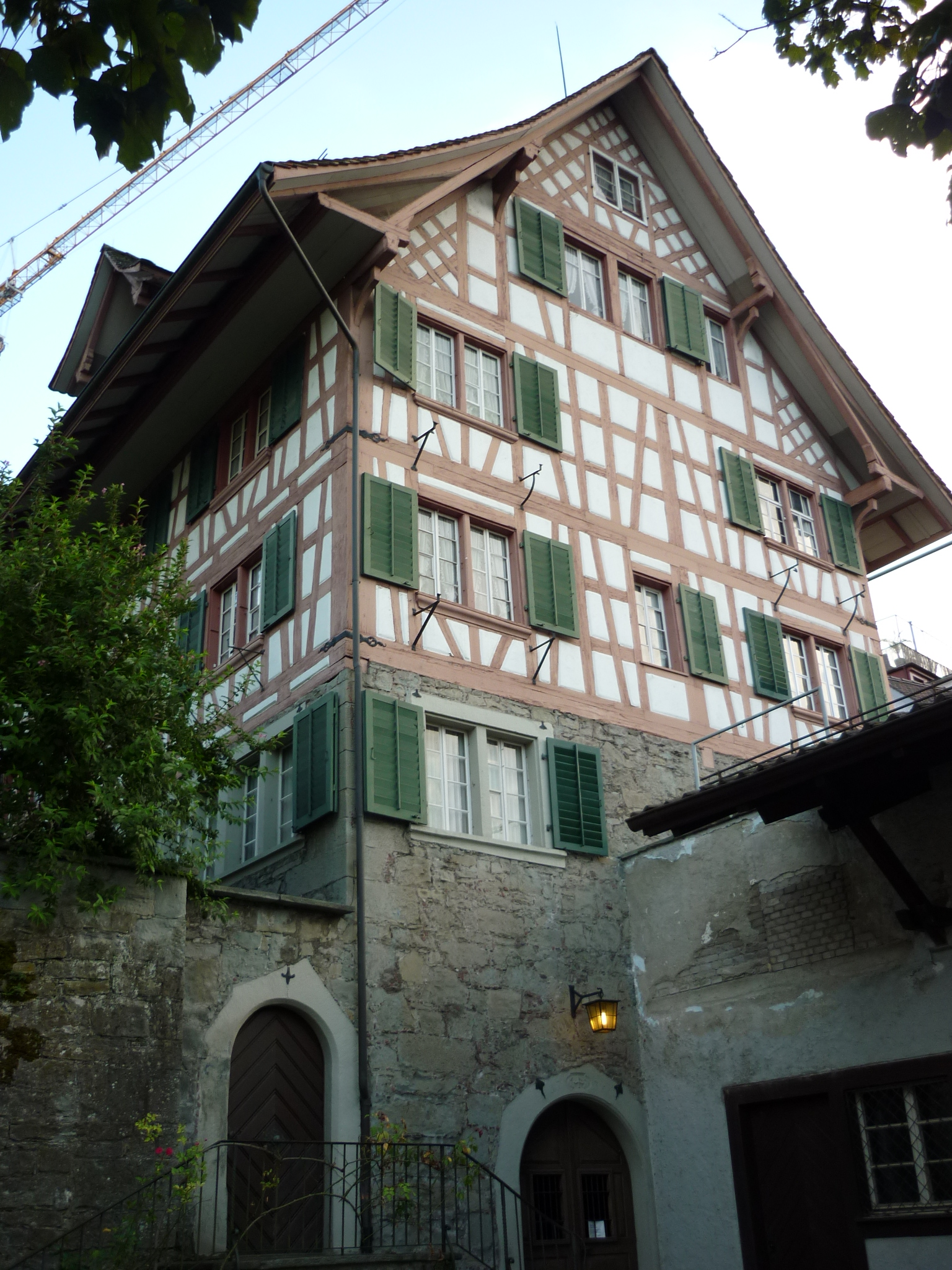
Nordfassade

Gerbermeister Andreas Hüni-Stäubli liess das Fachwerkhaus zwischen 1735 und 1737 bauen. Seinen Namen bekam es in der Zeit der Helvetischen Republik, als sein Enkel Andreas Hüni-Burkhard «Agent national», der Gemeindevorsteher war. 1949 wurde es von Emil Samuel Kern (1914–2014) erworben, der darin eine Arztpraxis betrieb und es durch seine langjährige Sammeltätigkeit zu einem Beispiel von gehobener Wohnkultur des 18. Jahrhunderts machte.

## Baubeschreibung
Der Baukörper ist mit seiner Giebelseite gegen den See gerichtet.  Auf  einem hohen, in den Hang gebauten Kellergeschoss, sitzt das gemauerte Erdgeschoss, darüber erheben sich die zwei Voll- und ein Dachgeschoss in Fachwerkbauweise. Auf Ost- und Westseite des Daches sind  Lukarnen eingebaut. Die südliche Giebelwand ist bis unter den First gemauert. Vor dem Kellergeschoss ist seeseits eine Remise angebaut, sie stammt nicht aus der Anfangszeit.   

## Wohn- und Porzellanmuseum

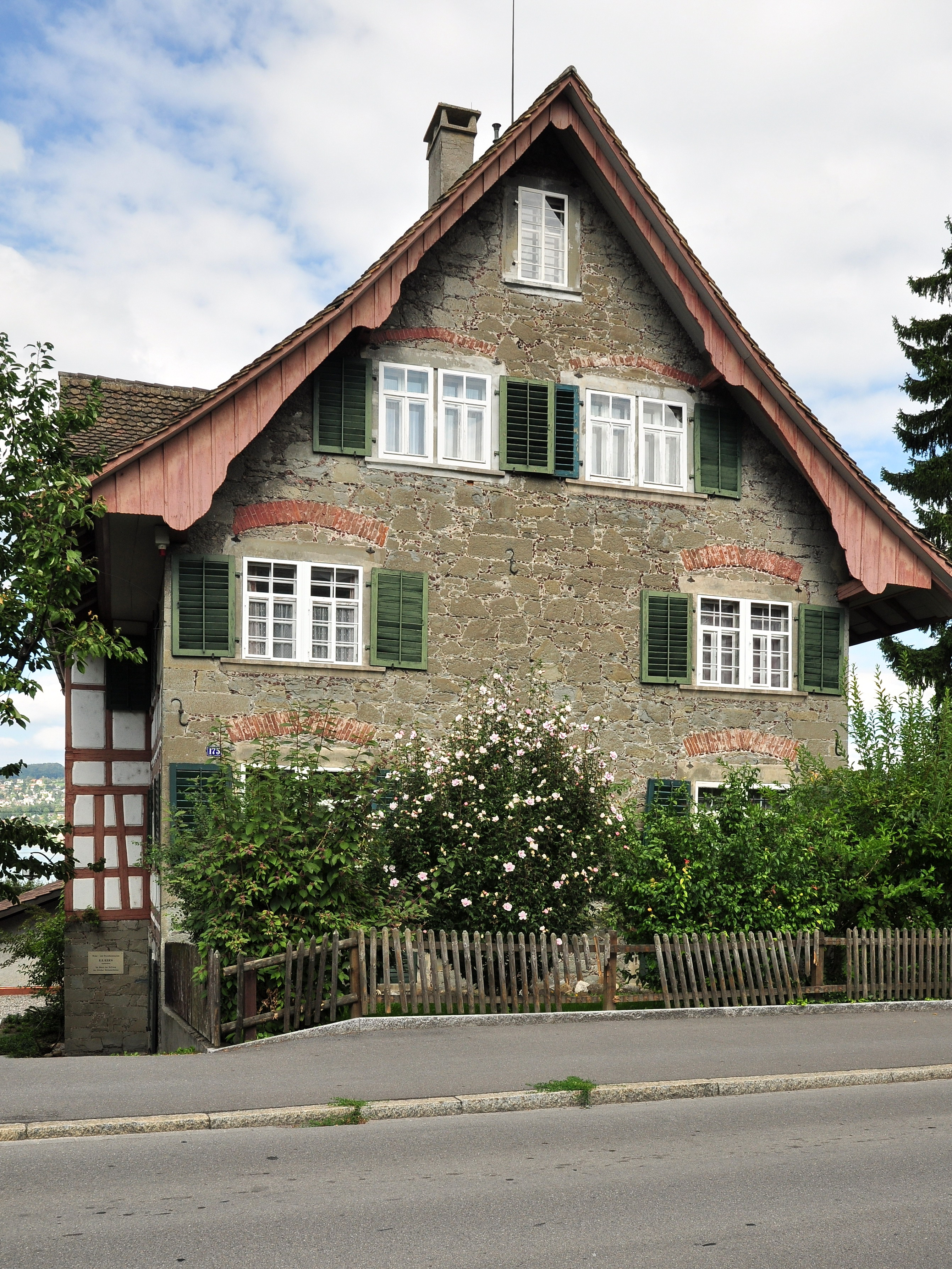
Südseite

Man betritt das Erdgeschoss durch den Haupteingang  an der westlichen Traufseite des Hauses und befindet sich unmittelbar auf einem Flur der das Haus quer teilt. In den nördlichen, seeseitigen Zimmern und dem ausgebauten Dachgeschoss realisierte Emil Samuel Kern sein Museum. Die anderen Räume dienten dem Ehepaar Kern lange Jahre als Wohnung und Arztpraxis.
Die thematischen Zimmer, wie Musikzimmer, Vertreterzimmer, Eingangshalle dokumentieren voll möbliert die Wohnkultur 18. Jahrhunderts. Ausgestattet sind sie mit einer Vielzahl von Gemälden, Plastiken und Kunstgewerbe des 14. bis 19. Jahrhunderts. Das Dachgeschoss ist ganz einer der bedeutendsten privaten Sammlung von Produkten der Porzellanmanufaktur Kilchberg-Schooren gewidmet. Sie besteht aus etwa 150 Statuetten und 400 Stück Geschirr.
Im Jahr 1998 schenkte Emil Samuel Kern das Agentenhaus mit der Porzellansammlung, inklusiv einer Dotierung für Unterhalt und Betrieb, der Stiftung des Zürcher Heimatschutzes. Seit April 2000 kann das Agentenhaus in öffentlichen Führungen besichtigt werden.